# トライアンフ・サンダーバード (2009年)
2009年以降のトライアンフ・サンダーバード（Triumph Thunderbird）は、イギリスのイングランド、ヒンクリーのトライアンフが製造している大排気量並列2気筒のクルーザータイプのオートバイのシリーズ。2016年以降、このモデルは1.6 l (98 cu in)と1.7 l (104 cu in)の「コマンダー」と「ストーム」の2タイプが提供されている。
2009年のサンダーバードは、1960年代なかばに警察用に生産されたシングルキャブレターで650cc2気筒のボンネビルや、3気筒の885ccオートバイなどの何車種かのサンダーバードの5年ぶりの復活だった。以前の最後のモデルはサンダーバードスポーツで、2004年まで製造さていた。

## 設計

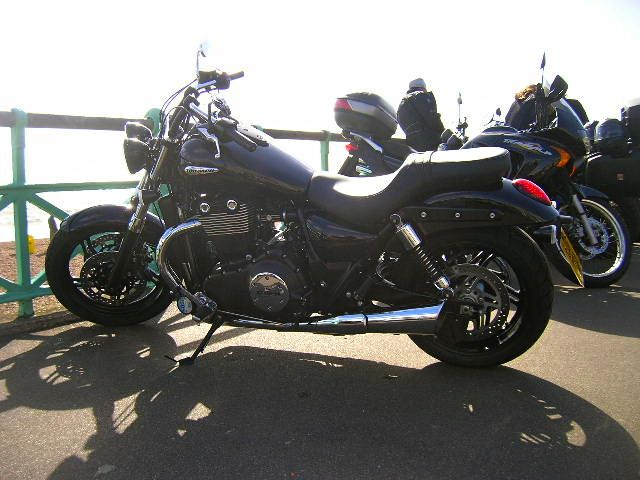
2011年式トライアンフ・サンダーバードストーム

サンダーバードは、200/50 R17という太いリアタイヤを装備したクルーザー。
カリフォルニア州のティム・プレンティスがデザインを担当した。DOHC8バルブ並列2気筒はエンジン2本のバランスシャフトと、V型2気筒のサウンドとフィーリングを模した270度クランクを備えていた。1,597 cc (97.5 cu in)エンジンは、もともとモジュール式、つまりトライアンフ・ロケットIIIのエンジンの「3分の2」になる予定だったが、4年間の開発期間の結果、共通する部品はバルブだけとなった。最大出力85 bhp (63 kW; 86 PS)と最大トルク108 lb⋅ft (146 N⋅m)を発揮する。このエンジンは燃焼を改善するために気筒あたり2本の点火プラグを備え、これによって低燃費、きれいな排気ガスとより多くの出力が得られた。フロントブレーキは4ピストンキャリパーのダブルディスクで、リアブレーキは2ピストンキャリパーのシングルディスクとされ、オプションでABSが用意された。タイヤはベルトドライブで駆動される。
2011年、派生モデルのサンダーバードストームが、以前はオプションだった1,699 cc (103.7 cu in)エンジンを標準装備とし、2灯ヘッドライトとクロームパーツではなくいくつもの黒塗りパーツを装備して発売された。

## 評価
2009年5月の『Motorcycle News』誌のロードテストでは、このバイクは優れた性能を示し、ハンドリングとブレーキ性能は同等のアメリカ製や日本製のクルーザーモデルと比べて大幅に優れていることが明らかになった。2009年と2010年には、アメリカのオートバイ雑誌『Cycle World』が毎年恒例の「ベスト・バイク10選」でサンダーバードを「ベスト・クルーザー」に選出した。

## 派生モデル
- トライアンフ・サンダーバード（1,597cc、2009年以降）[10]
- トライアンフ・サンダーバード「ストーム」（1,699cc、2011年以降）[10]
- トライアンフ・サンダーバード「コマンダー」（1,699cc、2016年以降）